# Battleground (2017)
Cet article concerne l'édition 2017 du pay-per-view Battleground. Pour toutes les autres éditions, voir WWE Battleground.
L’édition 2017 de Battleground est une manifestation de catch (lutte professionnelle) télédiffusée et visible uniquement en paiement à la séance. L'événement, produit par la World Wrestling Entertainment (WWE), a eu lieu le 23 juillet 2017 dans la salle omnisports Wells Fargo Center à Philadelphie, dans la Pennsylvanie. Il s'agit de la cinquième édition et derniére édition de Battleground, pay-per-view annuel exclusif à la division SmackDown. Jinder Mahal et Randy Orton sont les vedettes de l'affiche officielle.
Sept matchs, dont trois mettant en jeu les titres de la fédération, ont été programmés. Chacun d'entre eux est déterminé par des storylines rédigées par les scénaristes de la WWE ; soit par des rivalités survenues avant le pay-per-view, soit par des matchs de qualification en cas de rencontre pour un championnat. L'événement a mis en vedette les catcheurs de la division SmackDown, créée en 1999.
Le main event de la soirée est un Punjabi Prison match, match où le ring est entouré d'une double cage en bambou : la première petite cage dispose de quatre portes qui s'ouvrent une minute chacune. Le champion de la WWE Jinder Mahal affronte Randy Orton. Il s'agit de la troisième fois que ce match a eu lieu et la première fois en dix ans. Mahal l'emporte après que The Great Khali, qui fait son retour dans la compagnie, soit intervenu et ait empêché Orton de sortir de la structure. La rencontre pour le championnat des États-Unis voit affronter le champion AJ Styles et l'ancien champion Kevin Owens. La rencontre se termine avec une victoire d'Owens qui remporte pour la troisième fois le championnat des États-Unis. Cinq Superstars féminine s'affrontent dans un Fatal 5-Way Elimination match pour devenir l'aspirante no 1 au SmackDown Women's Championship détenu par Naomi. Natalya remporte le match et affrontera donc Naomi à SummerSlam (2017).

## Contexte
Les spectacles de la World Wrestling Entertainment en paiement à la séance sont constitués de matchs aux résultats prédéterminés par les scénaristes de la WWE. Ces rencontres sont justifiées par des storylines — une rivalité avec un catcheur, la plupart du temps — ou par des qualifications survenues dans les émissions de la WWE telles que Raw, SmackDown et 205 Live. Tous les catcheurs possèdent un gimmick, c'est-à-dire qu'ils incarnent un personnage gentil ou méchant, qui évolue au fil des rencontres. Un pay-per-view comme Battleground est donc un événement tournant pour les différentes storylines en cours.

### Jinder Mahal contre Randy Orton

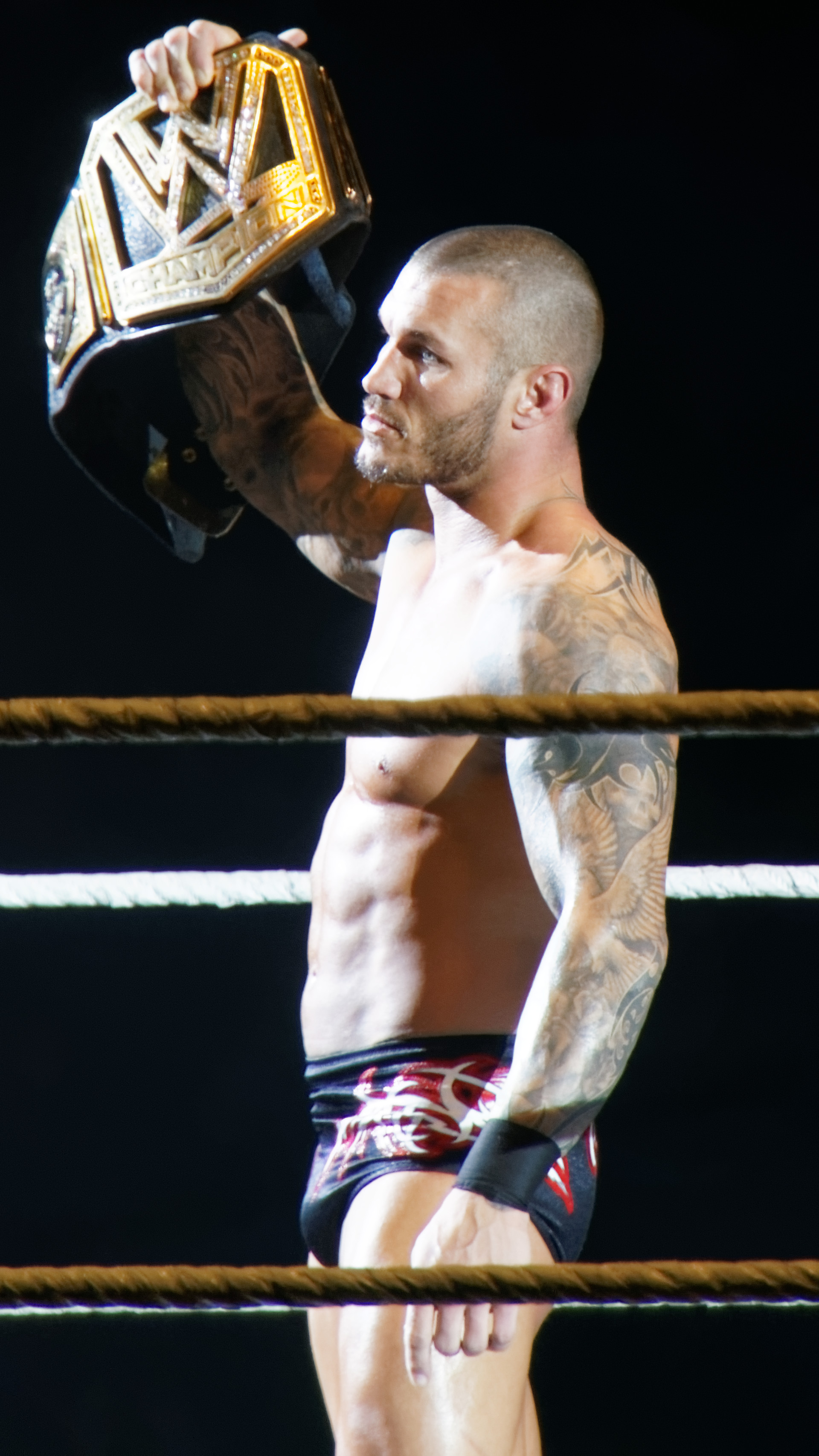
Randy Orton affronte Jinder Mahal dans un Punjabi Prison match pour le WWE Championship.

Lors de Money in the Bank (2017), Jinder Mahal a battu Randy Orton et a conservé le WWE Championship. Lors du SmackDown du 20 juin, Randy Orton a expliqué lors d'une entrevue qu'il a perdu le contrôle, les Singh Brothers ont attaqué son père, Bob Orton. Il devait rester concentrer sur Mahal, il s'est vaincu lui-même. Il dit qu'il a déjà dépassé les limites avec l'Authority ou l'Evolution. Il ne permet pas qu'on manque de respect à sa famille, Mahal a réussi sa mission. Ce n'est pas seulement gagner son 14e titre, Mahal a été trop loin. Maintenant il va tout faire pour mettre ses mains sur Mahal. Il veut mettre fin à la carrière de Mahal ou des Singh Brothers. Il dit qu'il devrait peut-être aller en Inde pour faire des RKO à sa famille. Mahal a fait une erreur et il n'y a pas possibilité de revenir en arrière. Plus tard, Mahal a battu Luke Harper et Orton a attaqué les Singh Brothers tandis que Mahal s'échappe dans la foule.
La semaine suivante, Orton est au centre du ring sur une chaise et dit qu'il ne va pas quitter le ring avant d'avoir ce qu'il veut. La semaine dernière Mahal lui a échappé. Orton dit qu'il veut un rematch pour le WWE Championship sinon ses gestes vont continuer. S'il n'a pas un rematch il va aller trouver Mahal en coulisse pour le frapper. Il va encore lui donner une raclée lorsqu'il va quitter l'arène. Il va encore donner une raclée à Mahal lorsqu'il sera chez lui. Si ça ne fait pas le boulot, mardi prochain il va attendre Mahal pour encore lui donner une raclée. Orton allait sortir du ring, mais Shane McMahon arrive. Shane dit que lui et Orton remontent de loin. Il faut garder la sécurité du champion. Orton demande si Shane va le renvoyer, Shane peut le faire. Orton dit qu'il va s'acheter un billet pour chaque show. Mahal lui a manqué de respect à lui et sa famille. La décision la plus intelligente serait de le mettre dans un combat avec Mahal. Shane dit qu'il comprend, à Money in the Bank, les Singh Brothers ont dépassé les limites mais Orton avait les mêmes tactiques dans le passé où les deux se sont justement affrontés. Il n'a jamais vu ce regard de Orton, il peut comprendre comment on se sent quand quelqu'un met sa main sur un membre de sa famille. Orton pourra affronter Jinder Mahal pour le WWE Championship à Battleground dans un combat à stipulation que Mahal pourra décider. Orton dit que la stipulation n'est pas importante, le titre va aller chez lui. Jinder Mahal arrive alors avec les Singh Brothers. Jinder Mahal dit que Orton ne mérite pas un rematch pour le titre. Il a au moins la chance de choisir la stipulation qui sera un combat créé par un géant de sa nation, son héros personnel, The Great Khali, car ils vont s'affronter dans un Punjabi Prison match.
Le 4 juillet, Orton affronte Aiden English mais perd par disqualification après qu'Orton ait frappé English avec l'escalier du ring. Après le combat, Orton amène English sur le ring pour lui faire un RKO. Jinder Mahal arrive avec les Singh Brothers. Mahal dit qu'on lui manque de respect pour la couleur de sa peau. Malgré ça il est toujours champion. S'il le pouvait, il nous prendrait tous pour nous amener dans la Punjabi Prison. Il faut regarder ce qu'il fera à Randy Orton à Battleground lorsqu'il va détruire son héritage. Randy Orton coupe Mahal qu'il allait parler dans sa langue. Orton croit que Mahal a l'avantage, mais rien ne pourra l'empêcher de lui battre. Il va peut-être lui faire un RKO jusqu'en Inde. Si les gens ne l'aiment pas ce n'est pas pour la manière dont il parle ou la couleur de sa peau, mais parce qu'il est bête.
Le 11 juillet, Mahal bat Tye Dillinger. Après le combat, Mahal prend le micro et dit que semaine après semaine il dit la vérité et on lui manque encore de respect. On peut le huer comme on veut mais son ère est la classe et la diversité de la WWE. Voilà que Randy veut menacer sa nation et sa famille. Il va amener l'enfer à Randy la semaine prochaine lorsqu'il va amener la Punjabi Prison avec lui.
Le 18 juillet, dernier SmackDown avant Battleground, Mahal dit qu'à Battleground cette structure colossale sera le dernier endroit où nous verrons l'héritage de Randy Orton. Mahal demande le silence à tous, le temps que les Singh Brothers expliquent les règlements du combat. On nous explique que la première structure est composée de quatre portes, les portes s'ouvrent pendant 60 secondes pour sortir. Ensuite la deuxième structure n'a aucune porte. On peut seulement gagner en montant la structure pour sortir. Mahal dit que le plus important est qu'il n'y a aucune règle. Aucune manière de s'échapper pour Orton. Mahal va écraser le visage d'Orton dans la cage jusqu'à tant qu'il devienne aussi laid que sa nation. Deux hommes vont entrer dans la cage en bambous ce dimanche mais un seul va sortir champion de la WWE. Mahal enchaîne dans sa langue. La musique de Randy Orton commence et il arrive. Orton dit que Mahal ne semble pas si intelligent. Mahal a décidé d'être enfermé dans cette prison avec lui. Être enfermé dans une cage comme un animal sans les Singh Brothers. Les Singh Brothers sont la seule raison si Mahal lui a pris son titre. Orton dit que Mahal ne pourra pas s'échapper dimanche. Mahal lui a pris son titre, il a humilié sa famille et il a essayé de lui voler sa dignité. Il n'a rien à perdre, mais Mahal a tout à perdre. Mahal a le poids de l'Inde sur ses épaules. Orton monte en haut de la première structure du Punjabi. Ce sera sa vue juste avant qu'il reprenne ce qui est à lui. Mahal a décidé de son destin par ce combat et il va le réaliser en entendant que Orton est le nouveau champion.

### AJ Styles contre Kevin Owens

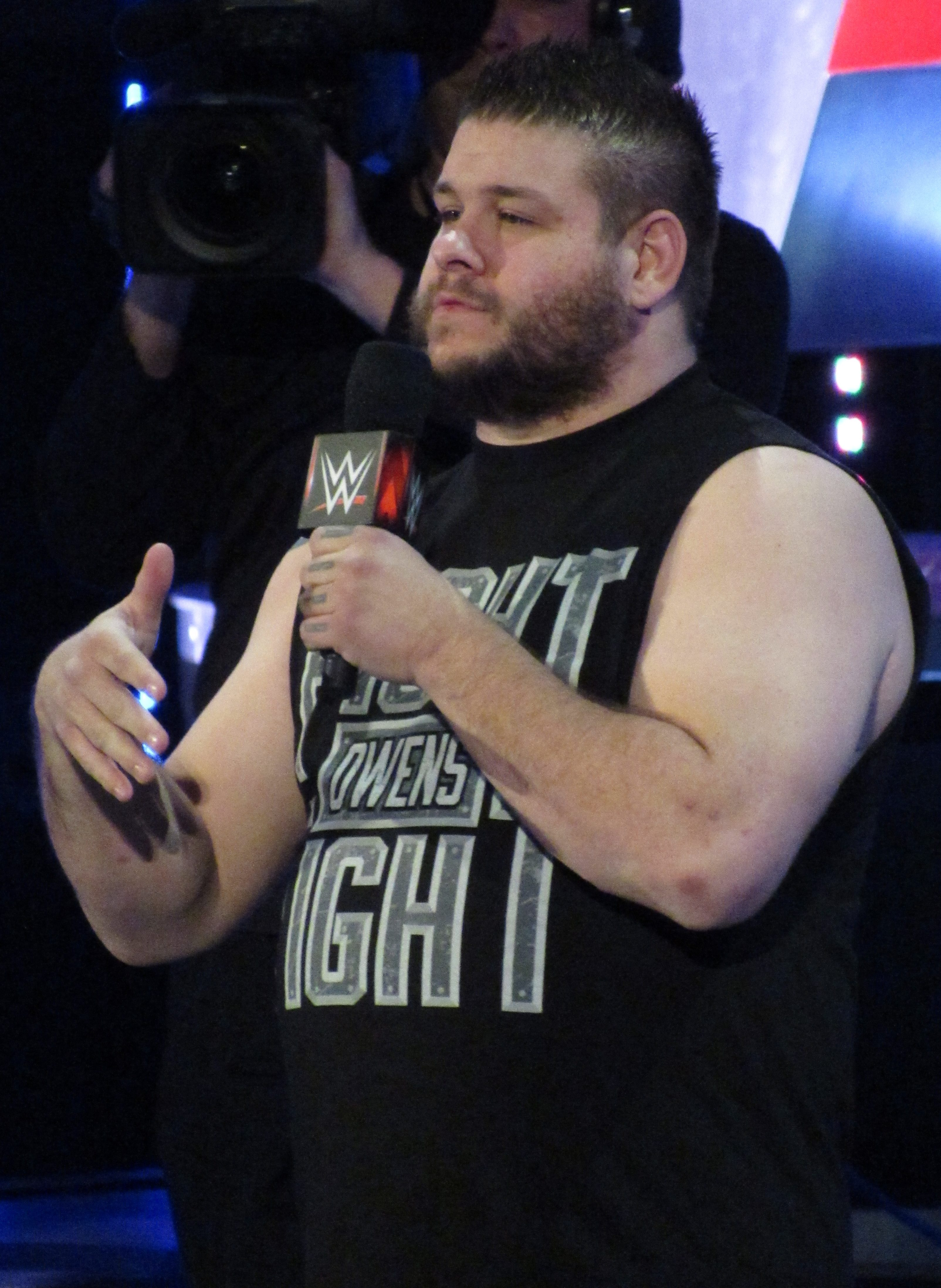
Kevin Owens affronte AJ Styles pour le United States Championship.

Le 20 juin à SmackDown, Kevin Owens arrive sur le ring pour un Open Challenge. Owens dit qu'il n'est pas Mr. MITB car les autres participants ont fait un plan pour former une équipe et l'empêcher de gagner. Ils savaient qu'il était l'homme le plus dangereux. Ils ont essayé de mettre fin à sa carrière, mais ça n'a pas marché. Au moins il est toujours ici comme étant le détenteur du United States Championship. Shane McMahon aime dire que SmackDown est l'endroit de l'opportunité, mais l'opportunité est en Amérique. Il prend donc ses responsabilités en main et donne l'opportunité à quelqu'un de Dayton en Ohio pour un combat pour son titre, Open Challenge de Kevin Owens commence maintenant. Voilà que AJ Styles arrive. AJ dit que c'est le moment pour lui de remporter le championnat des États-Unis. Owens dit que AJ n'a pas écouté ce qu'il a dit. L'Open Challenge est pour quelqu'un de Dayton. Chad Gable arrive. Owens demande d'arrêter la musique, il sait que Gable ne vient pas de Ohio. Gable dit qu'il vient ici pour accepter son challenge, il a déménagé ce matin à Dayton. Owens demande son adresse et Gable lui donne. AJ dit qu'il connait l'adresse, Gable aura le combat, mais Owens le bat.
Le 27 juin, Styles demande si c'est vraiment un Open Challenge, si, lorsque la première personne qui arrive est refusée. Kevin Owens arrive et dit que AJ parle dans son dos comme un américain typique. AJ ne comprend pas son Open Challenge, Owens dit qu'il a déjà battu AJ pour le titre alors il doit comprendre qu'il est un perdant. Daniel Bryan dit qu'Owens ne comprend pas c'est quoi un Open Challenge. Lorsque John Cena le faisait, c'était ouvert pour tout le monde. Jeudi prochain c'est le jour de l'Indépendance, donc on aura une Bataille royale et le gagnant va affronter Owens pour le titre des États-Unis à Battleground. AJ y participera. Owens dit que c'est une mauvaise idée.
Le 4 juillet, AJ Styles affronte Chad Gable, le vainqueur ira dans la bataille royale. C'est Styles qui l'emporte. Les participants de la bataille royale sont Sami Zayn, AJ Styles, Luke Harper, Dolph Ziggler, Tye Dillinger, Erick Rowan, Jason Jordan, Sin Cara, Epico, Konnor, Viktor, Fandango, Tyler Breeze, Mojo Rawley et Zack Ryder. Le vainqueur est AJ Styles après avoir éliminé Sami Zayn. Après le combat, Kevin Owens monte sur le ring et commence à ruer de coups AJ. Owens allait dire qu'il est l'image de l'Amérique, mais AJ le surprend avec un coup. AJ veut faire son Styles Clash, mais Owens le repousse et quitte le ring. AJ célèbre avec le titre des États-Unis pour terminer le show,.
Le 7 juillet, AJ Styles remporte le championnat des États-Unis lors d'un House show au Madison Square Garden à New York.
Le 11 juillet à SmackDown, le show commence avec une vidéo de la victoire de AJ Styles au Madison Square Garden. AJ Styles, arrive sur le ring. La foule chante le nom de AJ. AJ dit que Battleground est arrivé plus tôt que prévu. Il dit que l'Open Challenge est de retour. Le titre a été mal vu pendant longtemps, mais quand on va voir la ceinture maintenant, on va savoir que l'homme qui l'a est le meilleur. Si quelqu'un n'est pas d'accord il peut venir sur le ring et lui prouver le contraire. John Cena arrive sur le ring. Cena dit qu'il voulait s'assurer que Styles réalise ce qu'il vient de dire. Cena accepte. L'arbitre arrive et on fait la présentation du combat. Le combat allait commencer mais Kevin Owens arrive. Owens dit que personne ne veut voir un autre combat AJ contre Cena. On a déjà enduré trop de ces combats. Les gens se préoccupent seulement de l'homme qui mérite maintenant de retrouver son titre. Owens dit que Cena n'a manqué à personne et il ne mérite pas d'avoir son titre. Personne ne veut le voir ici alors il peut lui rendre faveur et partir. Cena dit que le fait est que Owens ne peut pas le voir. Owens est comme les autres qui veut le sortir du ring. Owens doit juste passer à l'acte et venir essayer de faire quelque chose. Si Owens arrive il va passer au travers de lui et d'AJ. Rusev arrive et attaque Cena dans le dos, AJ sort Rusev du ring, mais Owens le surprend avec une Pop-Up Powerbomb. Rusev enchaîne avec un Superkick et son Accolade sur Cena. Plus tard, Cena & Styles battent Rusev & Owens,.
La semaine suivante, AJ Styles et Shinsuke Nakamura affrontent Kevin Owens et Baron Corbin. C'est l'équipe d'Owens et Corbin qui l'emporte.

### Becky Lynch contre Charlotte Flair contre Lana contre Natalya contre Tamina

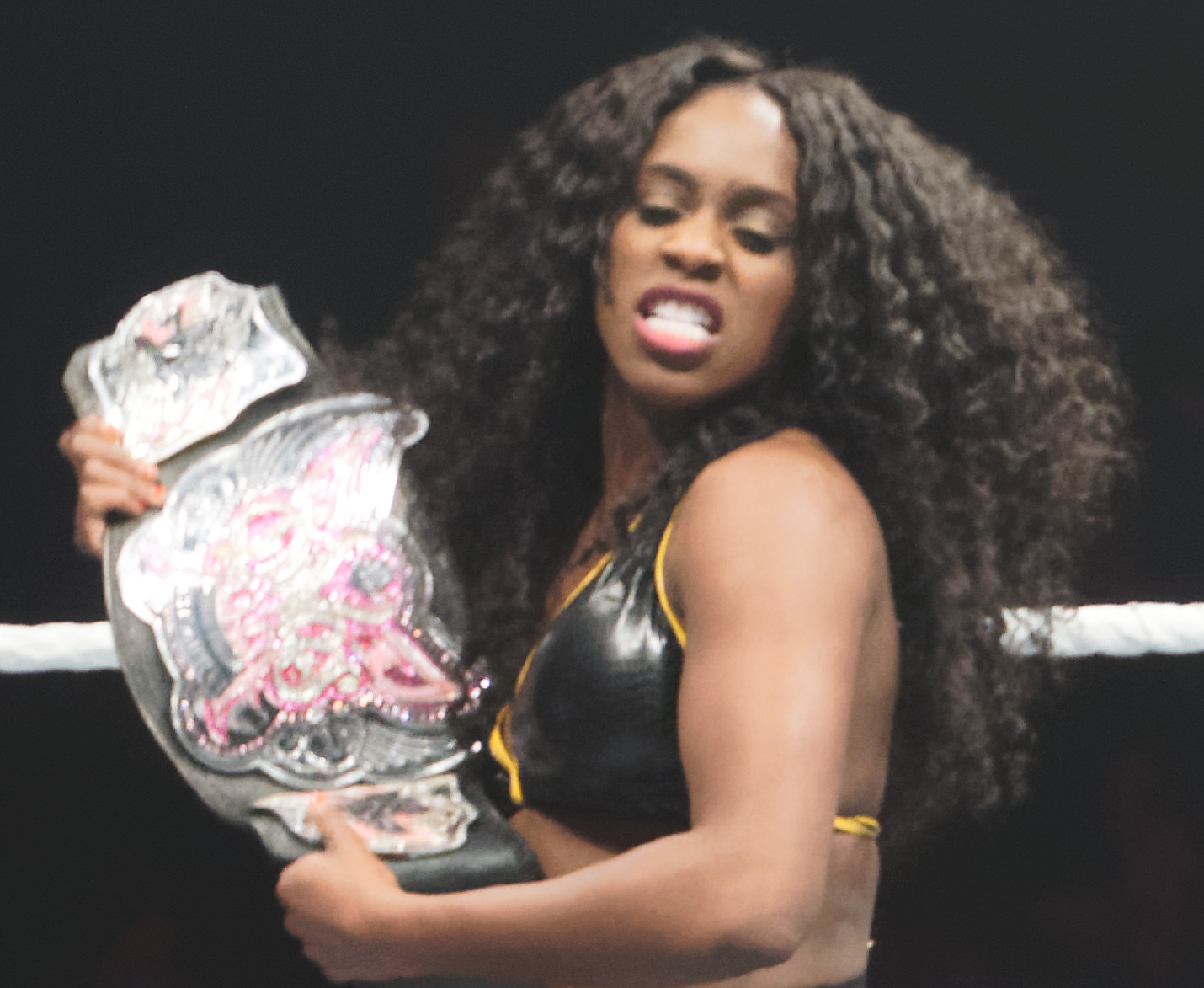
Naomi affrontera la gagnante du Fatal 5 Way Elimination match lors de SummerSlam (2017).

Lors de Money in the Bank, Becky Lynch, Charlotte Flair, Carmella, Natalya et Tamina s'affrontent dans le tout premier Money in the Bank Ladder match féminin de l'histoire. James Ellsworth, le manager de Carmella, décroche la mallette pour cette dernière, la déclarant premier Ms. MITB.
Le lendemain, les catcheuses sont en coulisse devant la porte de Daniel Bryan. Bryan arrive et demande le calme. Bryan dit qu'il veut toutes les écouter, mais avant il doit avoir l'opinion de Carmella et de James Ellsworth. Bryan retourne dans son bureau. Carmella arrive sur le ring avec James Ellsworth. James demande c'est quoi le problème des gens. Il faut se lever et célébrer pour la première gagnante du Money in the Bank féminin. James répète et elle est encore plus huée. Carmella nous souhaite la bienvenue dans l'ère fabuleuse de Carmella. Carmella dit que depuis les dernières quarante-huit heures, le nom de Carmella est partagé partout à travers le monde. Ce n'est pas partagé pour sa victoire du premier combat historique mais sur le comment elle a gagné. On dit qu'elle a manqué de respect à un moment historique, qu'elle s'est moqué de la division féminine, qu'elle avait besoin de James pour monter dans l'échelle. Sa réponse est qu'elle s'en fiche. Carmella dit qu'on lui manque de respect depuis le Draft (2016). À la fin de la journée les autres catcheuses ne sont pas importantes car elle est intelligente. Tout le monde voulait faire l'histoire alors qu'elle faisait des plans pour son futur. Elle a gagné le combat de manière juste. Kane a aidé Seth Rollins pour gagner et il est resté champion. Sheamus a été déclaré gagnant alors que Bray Wyatt était intervenu dans le combat. Voilà qu'aujourd'hui Bryan la force à commenter l'événement car Bryan a reçu plein de tweets de la part des fans. Elle a gagné le contrat, comment on peut briser les règles s'il n'y a pas de règlement. Lorsque Bryan va venir ici ce soir il devra prendre une décision et être suffisamment homme pour confirmer ce qu'elle a dit. Elle est la Ms. Money in the Bank et on ne peut rien y faire. Plus tard, Daniel Bryan arrive sur le ring. On a eu le premier MITB féminin et depuis deux jours lui et Shane travaillent pour régler le problème. On lui a dit de mettre de côté ses émotions et régler ça selon les règles. Les catcheuses du MITB féminin arrivent sur le ring pour écouter la réponse. Bryan dit que sa décision implique tout le monde. Carmella avait un bon point, le MITB match est un combat sans disqualification. Dans le livre des règlements il n'y a aucune note sur le point que quelqu'un peut nous remettre la valise. Il y a eu des interventions dans d'autres MITB, mais il n'y a eu jamais quelqu'un qui a monté l'échelle pour détacher la valise et la donner à quelqu'un d'autre. On est dans une nouvelle situation. James Ellsworth dit qu'il comprend, être un père d'un petit végétarien lui fait perdre la tête. Bryan lui dit de se taire. Bryan dit que s'il parle de son bébé, il va le frapper si fort que James ne pourra plus respirer et il va le renvoyer. Carmella dit que Bryan ne peut pas parler ainsi. Becky dit que Carmella n'a vaincu personne. Natalya lui dit d'arrêter de lécher les bottes de Bryan. Monter l'échelle ne lui donne rien. Charlotte dit qu'elle est ici pour une décision, alors elle doit rester en silence sinon elle va terminer comme Ellsworth. Tamina lui dit de se taire aussi. Bryan dit que le match de dimanche était un combat historique. Voilà que Carmella entre dans l'histoire pour la victoire mais aussi pour être la première femme à lui remettre sa valise. Elle ne va pas laisser quelqu'un comme James couper le moment le plus historique de l'histoire féminin. La semaine prochaine on pourra revivre ce moment historique à SmackDown dans un nouveau Money in the Bank match avec Tamina, Carmella, Becky Lynch, Natalya et Charlotte. Bryan quitte le ring avec la valise et l'affrontement éclate sur le ring. Charlotte fait son Natural Selection sur Carmella et Becky son Dis-Arm-Her,.
Le 27 juin, Carmella dit que Bryan n'a pas le droit de lui enlever la valise car elle est plus intelligente que les autres. Bryan dit que Carmella mentionne de bons points. Un MITB est sans disqualification et d'autres personnes sont intervenues dans les combats. Par contre, personne dans l'histoire n'a monté l'échelle pour prendre la valise et la donner à quelqu'un d'autre. Il a pris sa décision, mais on va voir ce que le WWE Universe en pense. Bryan demande s'il doit annuler le combat et donner le contrat à Carmella. La foule répond non. Bryan demande si on devrait avoir le deuxième MITB match féminin ce soir. La foule répond oui. James demande le silence. James dit qu'on le rend malade. James dit qu'il voyait en Bryan un vrai homme, mais maintenant il voit un lâche qui a peur de remonter sur le ring. Bryan dit qu'il devrait simplement le renvoyer, mais ce soir le show est pour les vrais stars de SmackDown. Bryan dit qu'il allait bannir James du ring pour ce soir, mais il l'annule. Bryan dit qu'il va le bannir de l'arène. La sécurité arrive pour sortir James. Bryan souhaite bonne chance à Carmella avant de quitter le ring. Dans le main event, Carmella réussie à décrocher la mallette, malgré une intervention de James Ellsworth qui était censé être banni de l'arène, et devient officiellement la première Ms. MITB,.
Le 4 juillet, Carmella et James Ellsworth arrivent sont sur le ring. Ellsworth dit qu'il va annuler le jour de l'Indépendance car il veut célébrer quelque chose de plus important, la Carmellabration. Carmella demande si on croyait que quelqu'un d'autre allait gagner le contrat. Tout le monde voulait qu'elle perdre le contrat. Le magazine Rolling Stone le dit, on ne peut pas toujours avoir ce qu'on veut, à moins qu'on se nomme Carmella. Elle a le pouvoir. Elle décide quand elle va vaincre Naomi pour le titre féminin. Naomi arrive sur le ring et félicite Carmella pour la victoire. Naomi lui rappelle qu'elle est la championne et Carmella peut encaisser la valise quand elle veut. Ses yeux seront grands ouverts pour surveiller ça. Maintenant, quelqu'un d'autre aimerait parler à James Ellsworth. Daniel Bryan arrive et dit qu'il ne sait pas ce qu'il devrait faire avec Ellsworth. Ce dernier allait répondre, mais Bryan lui demande le silence car c'était une question rhétorique. Il sait ce qu'il va faire avec James, il sera banni de l'arène. Ellsworth se demande comment il va revenir. Bryan trouve ça drôle et dit qu'il aura aussi une amende de 10 000 $ à payer et il est suspendu pour 30 jours. Si James brise un règlement, Carmella va perdre sa valise.
La semaine suivante, Shane McMahon est au téléphone avec Daniel Bryan et Naomi arrive. Naomi dit que Carmella a le contrat, elle comprend qu'elle peut l'affronter n'importe quand. Charlotte arrive et dit qu'il va falloir bannir Lana comme James Ellsworth. Becky Lynch dit qu'il faut la mentionner. Natalya, Lana et Tamina arrivent aussi. Shane annonce un Fatal 5 Way Elimination match à Battleground entre Lynch, Charlotte, Natalya, Tamina et Lana. La gagnante va affronter la championne à SummerSlam. Charlotte demande pourquoi Lana est là. Tamina lui dit de faire attention à ce qu'elle dit et Natalya dit que Charlotte a reçu des combats de titres grâce à son père. Becky dit que c'est drôle venant d'une membre de la famille Hart. Shane dit que Charlotte et Becky vont affronter Natalya et Tamina pour régler leur problème. Carmella arrive et dit qu'elle a une lettre de son avocat pour ramener James Ellsworth. Shane regarde la lettre, mais décide ensuite de la déchirer. Shane dit que la décision n'est pas enlevée. Plus tard, Natalya & Tamina battent Charlotte Flair & Becky Lynch.
Le 18 juillet, Charlotte et Becky Lynch. Lynch remporte le match et après le match, Lynch et Charlotte se serrent la main. Tamina et Lana arrive. Natalya attaque dans le dos Lynch et une confrontation commence. Tamina fait un Superkick dans le dos à Natalya et s'en va. Lana reste sur le ring.

### The Usos contre The New Day

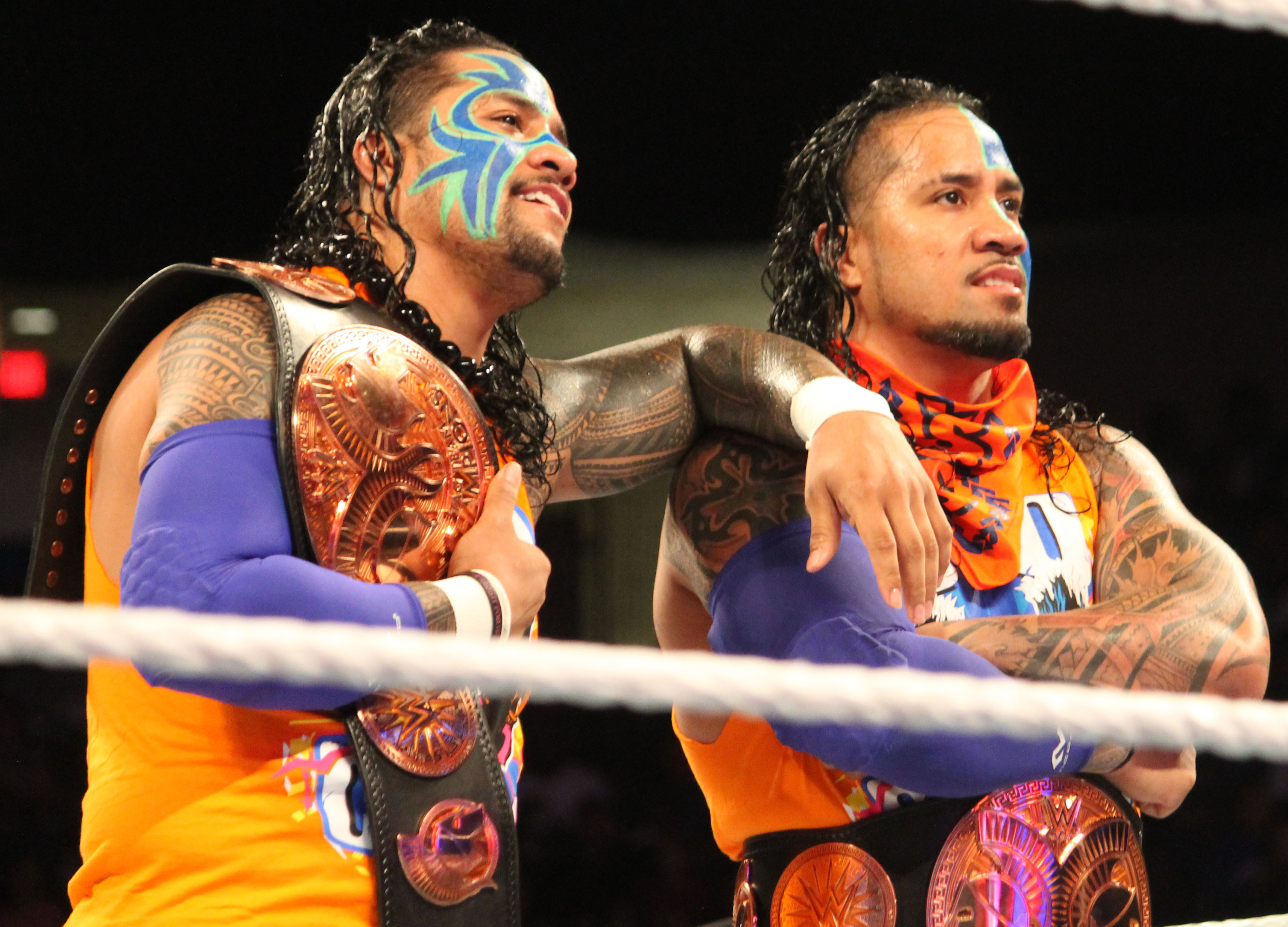
The Usos affrontent The New Day pour les SmackDown Tag Team Championship.

Après leur défaite à Money in the Bank, les membres du New Day (Kofi Kingston, Big E et Xavier Woods) arrivent sur le ring. Woods dit qu'ils croyaient arriver avec l'or, Big E dit que les Usos ont décidé de partir avec et Kofi dit qu'ils croyaient entrer dans le pénitencier des Usos, mais les Usos se sont échappés de leur propre prison. Woods dit qu'ils veulent inviter les Usos dans leur terrain de jeu. Big E dit qu'il n'y aucune sortie ou raccourci. Big E affronte alors Jimmy Uso et remporte le match malgré une intervention de Jey.
La semaine suivante, les Usos affrontent les Hype Bros (Zack Ryder & Mojo Rawley), si les Hype Bros gagnent, ils deviendront les aspirants no 1 pour le SmackDown Tag Team Championship. Les Usos battent Ryder & Rawley en quelques minutes. Après le combat, le New Day arrive sur le ring. Xavier Woods dit qu'ils sont fiers d'eux, ils ont gagné un combat au lieu de partir pendant celui-ci. Big E dit qu'ils veulent l'or et à Battleground ils l'auront. Jey dit qu'ils ont déjà gagné contre eux, ils ne méritent pas une chance. Ils vont retourner pleurer et se plaindre. Jey dit qu'ils acceptent le challenge pour Battleground mais ils doivent faire attention à ce qu'ils souhaitent. Woods dit qu'ils ont oublié avec qui ils jouent. Une battle de rap sera organisée la semaine suivante,.
Le 4 juillet a lieu la battle de rap, le rappeur Wale est l’organisateur de la bataille. The Usos arrivent sur le ring avec d'autres personnes. New Day arrive aussi avec des personnes. Wale explique les règlements et dit que ça doit rester propre. Big E débute et dit que sans New Day les Usos seraient encore dans des Dark match. Ils doivent aussi dire "bonjour" à leur père car même Rikishi sait que le New Day sont les meilleurs. Jimmy dit qu'un rap avec les Usos ne peut pas avoir lieu. Ils commencent à parler des faux seins de Big E et de Woods qui est plus petit sans ses souliers. Jey dit qu'il veut garder ça PG (« accord parental souhaitable »). Jey dit que Kofi était jamaïcain avant mais il a menti. Pour les battre ce soir ils ont besoin d'avoir un quatrième membre. Woods prend la parole, il ne faut pas oublier que Jimmy n'était rien avant que sa femme l'ajoute à Total Divas. Les Usos attaquent le New Day et Wale déclare ces derniers vainqueurs.
Le 11 juillet, une dispute éclate entre les deux équipes. L'arbitre décide d'expulser Jimmy, Kofi et Big E en coulisse. Xavier Woods bat Jey Uso.
Le 18 juillet, Jimmy Uso bat Kofi Kingston.

### John Cena contre Rusev

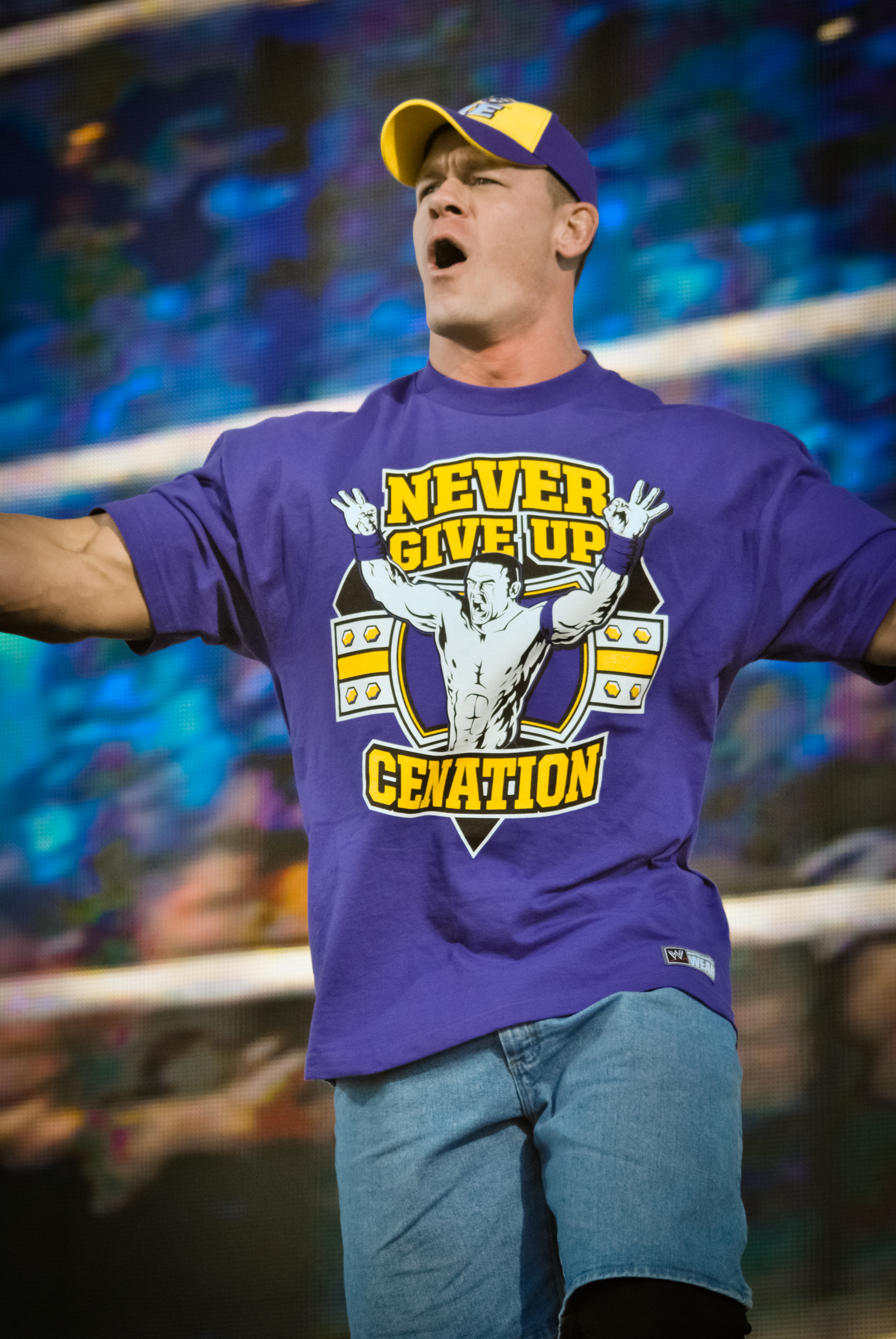
John Cena affronte Rusev dans un Flag match.

Le 4 juillet, John Cena fait son retour, il était absent depuis WrestleMania. Cena demande si on lui a manqué. Les États-Unis sont un beau pays pour y vivre. Aujourd'hui c'est le moment de célébrer le rêve américain. Cena dit qu'aujourd'hui les États-Unis se lèvent ensemble pour célébrer le rêve américain. C'est pour cela qu'il aime ce pays. La WWE est la même chose, des catcheurs partout à travers le monde qui ont la chance de venir ici pour montrer et prouver qu'ils ont ce qu'il faut pour se battre avec les meilleurs. Chaque fois qu'il monte sur le ring, il veut faire ça, se battre avec les meilleurs. Malheureusement il y a beaucoup de catcheurs qui disent des rumeurs, il est maintenant un catcheur à temps plein et non temps partiel. C'est pour cela qu'il est un agent libre et qu'il peut aller à Raw ou à SmackDown. Cena dit que son ère se termine bientôt, il veut donc en profiter à fond et être partout. Finn Bálor, Kevin Owens, Samoa Joe, Shinsuke Nakamura, Roman Reigns, il va sonner tout le monde. Depuis quinze ans, il n'a jamais perdu la passion qu'il faut pour se battre avec les meilleurs. Ça brûle encore plus fort, l'homme le plus dangereux n'a rien à perdre et il n'a rien à perdre. Le champion est de retour. Voilà que Rusev fait son retour. Rusev dit que Cena vient de dire qu'il ne travaille pas fort. Rusev dit qu'il travaille si fort qu'il s'est blessé sur le ring. Voilà que Cena décide de revenir, depuis deux mois la WWE l'avait annoncé. Pendant ce temps, il travaillait si fort pour revenir et il n'a eu aucune publicité pour son retour. Il mérite d'avoir sa publicité de retour lui aussi. Voilà que Shane McMahon ou Daniel Bryan ne lui ont pas répondu. Maintenant il n'attend plus. Rusev dit que le rêve américain est une blague comme l'Amérique qui est une blague. Cena demande si Rusev est perdu. On n'est pas dans la maison de Rusev, on est aux États-Unis. Rusev a dit que l'Amérique est une blague. Cena dit que chaque blague à un "punch", alors il peut venir ici pour se faire frapper. Rusev dit que Cena veut le diriger comme tous les américains. Leur Jour de l'Indépendance est pathétique, dans son pays ils montrent leur force. Pendant ce temps les américains restent à la maison à manger des hot-dogs. La foule chante oui. Cena dit que Rusev avait oublié les feux d'artifice. Rusev dit qu'ils sont idiots, ce n'était pas un compliment. Cena dit qu'il faut oublier Rusev, Rusev a eu du temps pour penser et c'est mauvais quand Rusev pense. Cena dit que les américains ne dirigent personne, ils ont la liberté d'avoir une voix et de se battre pour se qu'ils croient. Dans l'esprit de la fête, Cena et Rusev vont s'affronter dans un Flag match, à l'ancienne. Rusev dit que oui, mais ce ne sera pas aujourd'hui. Cena ne décide pas pour lui, il se bat sous ses termes. Cena dit que personne ne quitte sans rien.
Le 11 juillet, Cena veut participer à l'Open Challenge lancé par AJ Styles mais les deux hommes se font attaquer par Rusev et Kevin Owens. Finalement, les quatre lutteurs s'affrontent dans un match par équipes, d'un côté l'équipe de John Cena & AJ Styles et de l'autre celle de Rusev et Kevin Owens. C'est l'équipe Cena & Styles qui l'emporte,.
Le 18 juillet, John Cena est sur le ring et prend le micro. Deux drapeaux sont sur le ring, un des États-Unis et l'autre de la Bulgarie. Cena dit que le WWE Universe est excité car il sait qu'on va voir des choses géniales à Battleground. Le match pour le United States Championship, la révolution féminine, Nakamura et quelque chose qu'on n'a plus vu depuis dix ans, le Punjabi Prison match. Mais on va se rappeler le fameux Flag match. Dans un coin le drapeau de la Bulgarie et l'autre celui des États-Unis. Il faut prendre le drapeau et l'installer à la ligne d'arrivée pour gagner. On sait tous que c'est plus que ça. On va se rappeler ce match car on va se rappeler le drapeau des États-Unis en victoire. Cena n'est pas le favori de tous, mais il sait que tout le monde est d'accord pour dire qu'on aime le drapeau des États-Unis. Cena dit que tout repose sur ses épaules afin de savoir quel drapeau va tomber. Si quelqu'un peut faire ce boulot, c'est bien lui. Il va se battre pour ce qu'il croit, le pays, et il ne va jamais abandonner. L'Amérique s'est battue pour l'indépendance et le drapeau était haut. Les couleurs restent toujours, même lorsque les tours sont tombées, le drapeau était en haut. Cena célèbre avec le drapeau mais Rusev l'attaque. Il lui applique sa prise de soumisson jusqu'à ce qu'il perde connaissance. Rusev célèbre avec son drapeau sur Cena.

### Baron Corbin contre Shinsuke Nakamura
À Money in the Bank, Shinsuke Nakamura et Baron Corbin font partie des six catcheurs participants au Money in the Bank Ladder match. Pendant l'entrée de Nakamura, Corbin l'attaque et Nakamura est évacué. Le japonais revient finalement mais ne parvient pas à remporter la mallette qui est remportée par Baron Corbin,.
Le lendemain à SmackDown, Nakamura affronte Dolph Ziggler et le bat avec son Kinshasa,.
La semaine suivante, Baron Corbin bat Sami Zayn, en coulisse, Dasha Fuentes demande à Shinsuke Nakamura ce qu'il pense de Corbin. Nakamura dit que Corbin est dangereux, mais que ce dernier devrait avoir peur de ce qu'il peut faire,.
Le 4 juillet, le japonais allait se faire interviewer mais se fait attaquer par le Loup solitaire. Les deux hommes s'échangent des coups mais se font rapidement séparer,.
Le 11 juillet, Renee Young est avec Baron Corbin. Young lui demande pourquoi il a attaqué Nakamura la semaine précédente. Corbin dit qu'il a peur de ce qu'il va faire à Nakamura. Il va lui apprendre cette leçon douloureuse ce soir. Un match est organisé entre les deux lutteurs. Baron Corbin arrive mais Nakamura l'attaque sur la rampe. Les deux s'échangent les coups mais les arbitres arrivent pour séparer les deux. Corbin retourne en coulisse,.
Lors du dernier SmackDown avant le pay-per-view, Corbin veut attaquer Nakamura durant son entrée mais se fait contrer. Le match par équipes entre, d'un côté Nakamura et AJ Styles et de l'autre Corbin et Kevin Owens, commence. Kevin Owens et Baron Corbin remportent le match.

### Mike Kanellis contre Sami Zayn

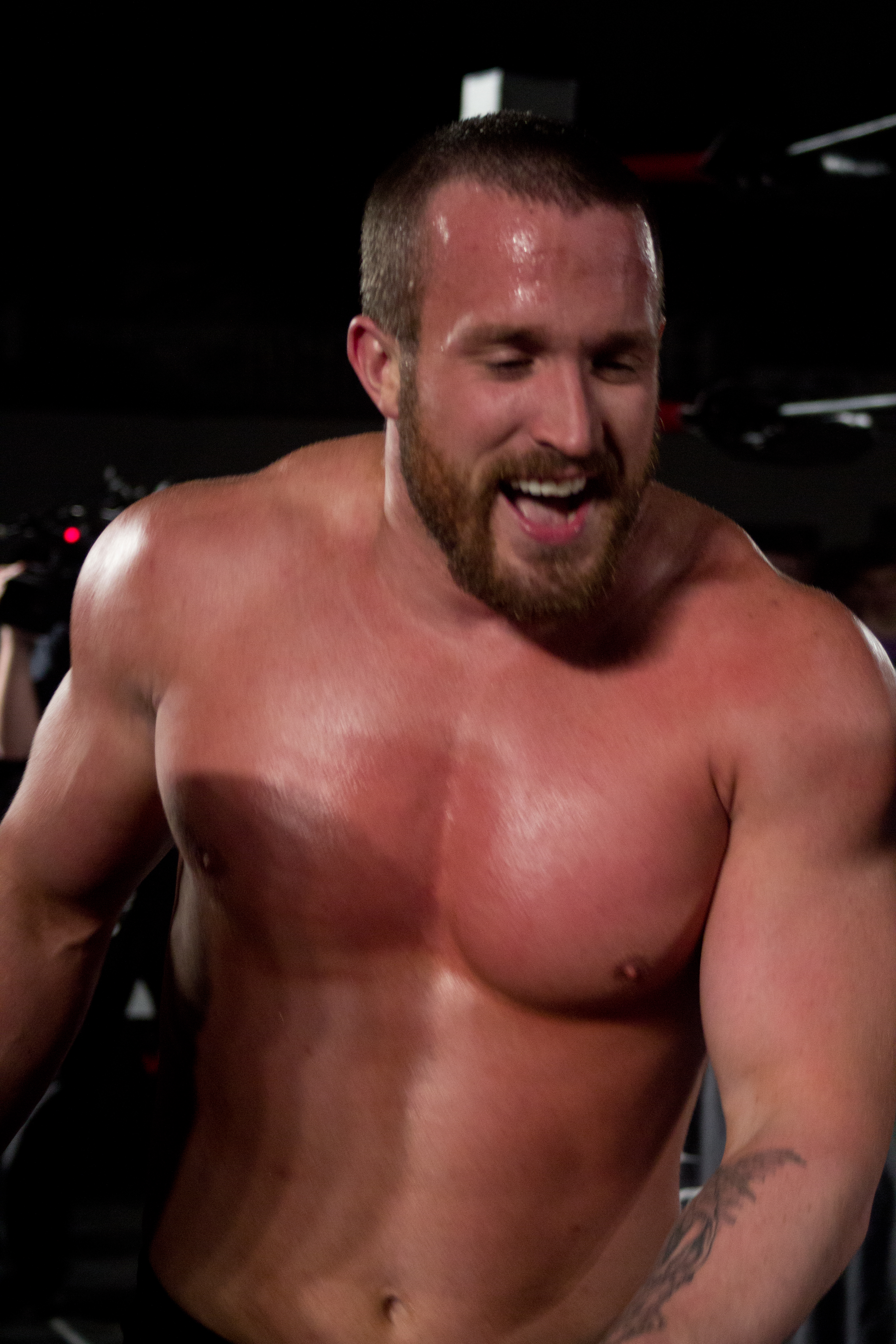
Mike Kanellis fait son premier match en pay-per-view face à Sami Zayn.

Au dernier pay-per-view, Maria fait son retour après sept ans d'absence, en compagnie de son mari Mike Bennett qui change de nom pour Mike Kanellis,.
Le couple réapparaît lors du SmackDown du 27 juin, Maria dit qu'elle est la première dame de SmackDown. Mike dit qu'il est le mari de Maria mais se fait interrompre par Sami Zayn qui avait un match contre Baron Corbin.
La semaine suivante, Renee Young est avec Maria et Mike Kanellis. Young demande des détails sur la force de leur amour. Maria dit que leur message est simple, il est impossible de briser leur amour. Tout le monde veut l'amour, mais ce n'est pas tout le monde qui peut l'avoir. Leur amour c'est la force de l'amour. Mike demande à Renee si elle déjà vu une femme plus belle dans sa vie. Sami Zayn arrive, mais sans le vouloir il accroche la caméra, et dit qu'il voulait s'excuser pour la semaine dernière. Il est un fan de leur message d'amour. Il commence à citer la chanson Power of Love, mais il doit arrêter comme sa musique d'entrée commence.
Le 11 juillet, Maria est à la porte du vestiaire masculin et cherche Sami Zayn. Chad Gable dit que Zayn n'est pas ici. Maria lui dit que s'il voit Zayn il doit lui dire que la première dame de SmackDown le cherche. Plus tard, Maria discute avec Mike. Sami Zayn arrive. Maria dit qu'ils méritent des excuses. Zayn dit que c'est une autre excuse, il s'est déjà excusé deux fois. Ça suffit de s'excuser et voilà qu'il ne sait plus pourquoi il doit s'excuser. À chaque fois qu'il a un combat de catch ils sont dans son chemin. Zayn demande si Mike est un catcheur ou Mike est l'amoureux et elle la catcheuse. Maria gifle Sami et Mike le frappe avec un pot de fleurs,.
Le 18 juillet, Mike Kanellis fait son premier match à la WWE face à Zayn. Il remporte le match grâce à une intervention de Maria. Par la suite, un match est officialisé entre les deux pour Battleground,,.

## Déroulement du spectacle

### Pré-show
Le spectacle se déroule en plusieurs partis. Le pré-show, il s'agit d'un ou plusieurs matchs qui servent à "chauffer" le public. Aiden English bat Tye Dillinger. À la fin du combat, Dillinger frappe English contre le coin, mais English le repousse contre le coin tête première. English enchaîne avec son Director's Cut pour le couvrir pour la victoire,.

### Matchs préliminaires

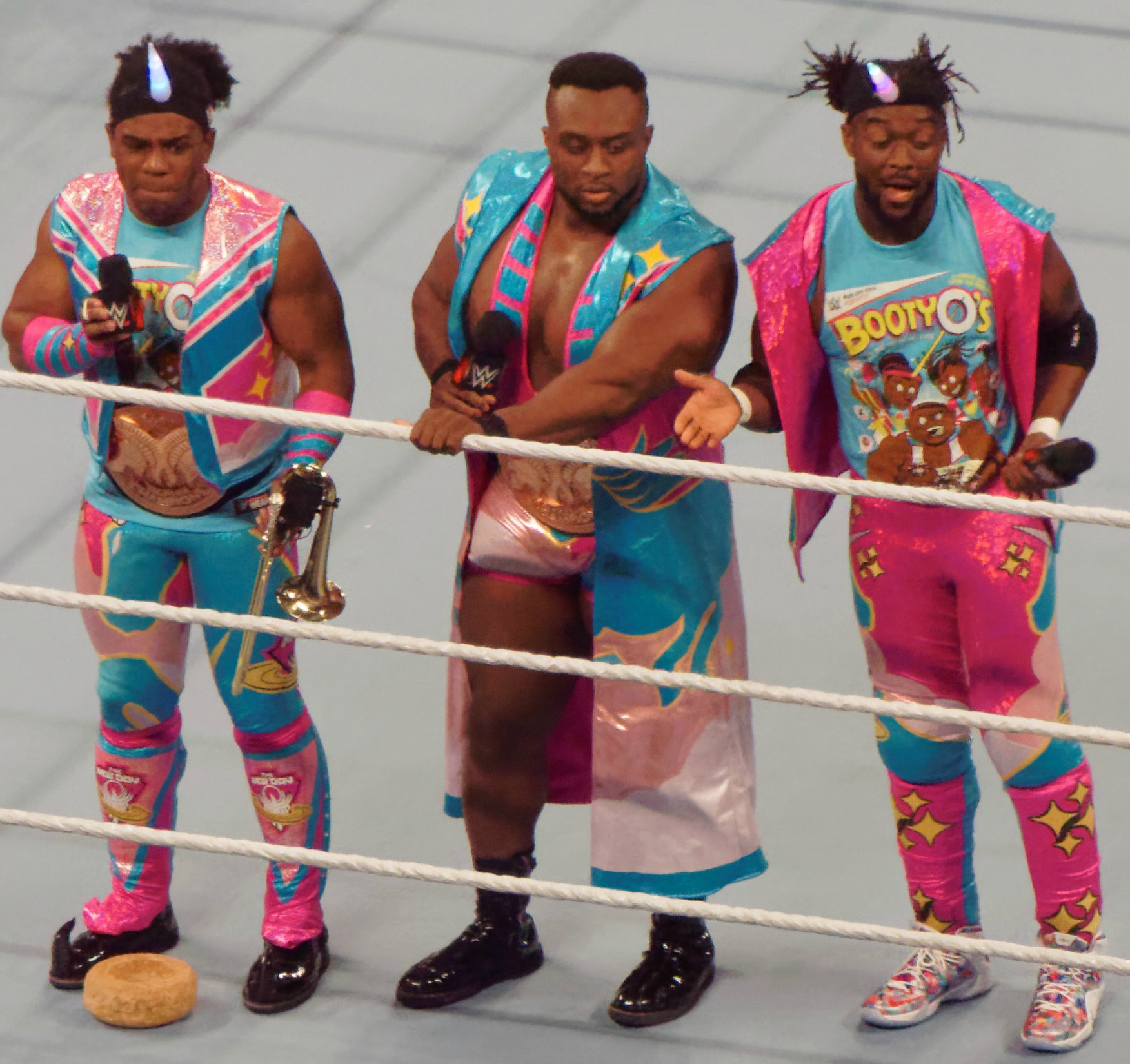
The New Day battent The Usos pour devenir les nouveaux SmackDown Tag Team Champions.

Le premier match de la soirée est le match par équipes entre les Usos et le New Day pour les championnats par équipe de SmackDown détenus par les Usos. Le match voit Kofi Kingston et Xavier Woods représenter le New Day. Woods est en grande partie mis dans le match comme un catcheur résistant malgré les attaques des frères Usos. À la fin du combat, Kofi résiste au compte de trois après un Superkick de Jimmy et un Splash de Jey. Jimmy prend la tag et les Usos se préparent pour un Double Splash. Woods lance Jey en bas du ring et Kofi évite le Splash de Jimmy. Woods prend la tag. Kofi fait un Trouble in Paradise sur Jimmy et Woods enchaîne avec sa Springboard Elbow Drop pour le couvrir pour la victoire. Les New Day remportent alors les titres par équipe et deviennent la première équipe à remporter les championnats par équipe de Raw et de SmackDown,.
Le prochain match est le match opposant Baron Corbin à Shinsuke Nakamura. À la fin du combat, alors que Shinsuke Nakamura allait faire une prise à Baron Corbin, Corbin lui fait un coup bas. L’arbitre arrête le match et Nakamura est désigné vainqueur par disqualification,.
Le troisième match est le Fatal 5-Way Elimination match pour déterminer la challengeuse no 1 pour le SmackDown Women's Championship à SummerSlam entre Natalya, Charlotte Flair, Becky Lynch, Tamina et Lana. Le match dure une dizaine de minutes, la première élimination survient au bout de 8 minutes de combat quand Becky Lynch fait abandonner Tamina avec son Dis-Arm-Her. Elle fait de même avec Lana mais se fait éliminer par Natalya qui l'à surprend avec un petit paquet. À la fin du match, Charlotte veut faire un Moonsault sur Natalya mais cette dernière la contre en mettant ses genoux. Natalya enchaîne avec un petit paquet sur Charlotte dans le coin du ring. La tête de Charlotte tape contre le coin. Natalya fait le tombé pour la victoire et devient l'aspirante au titre de Naomi,.

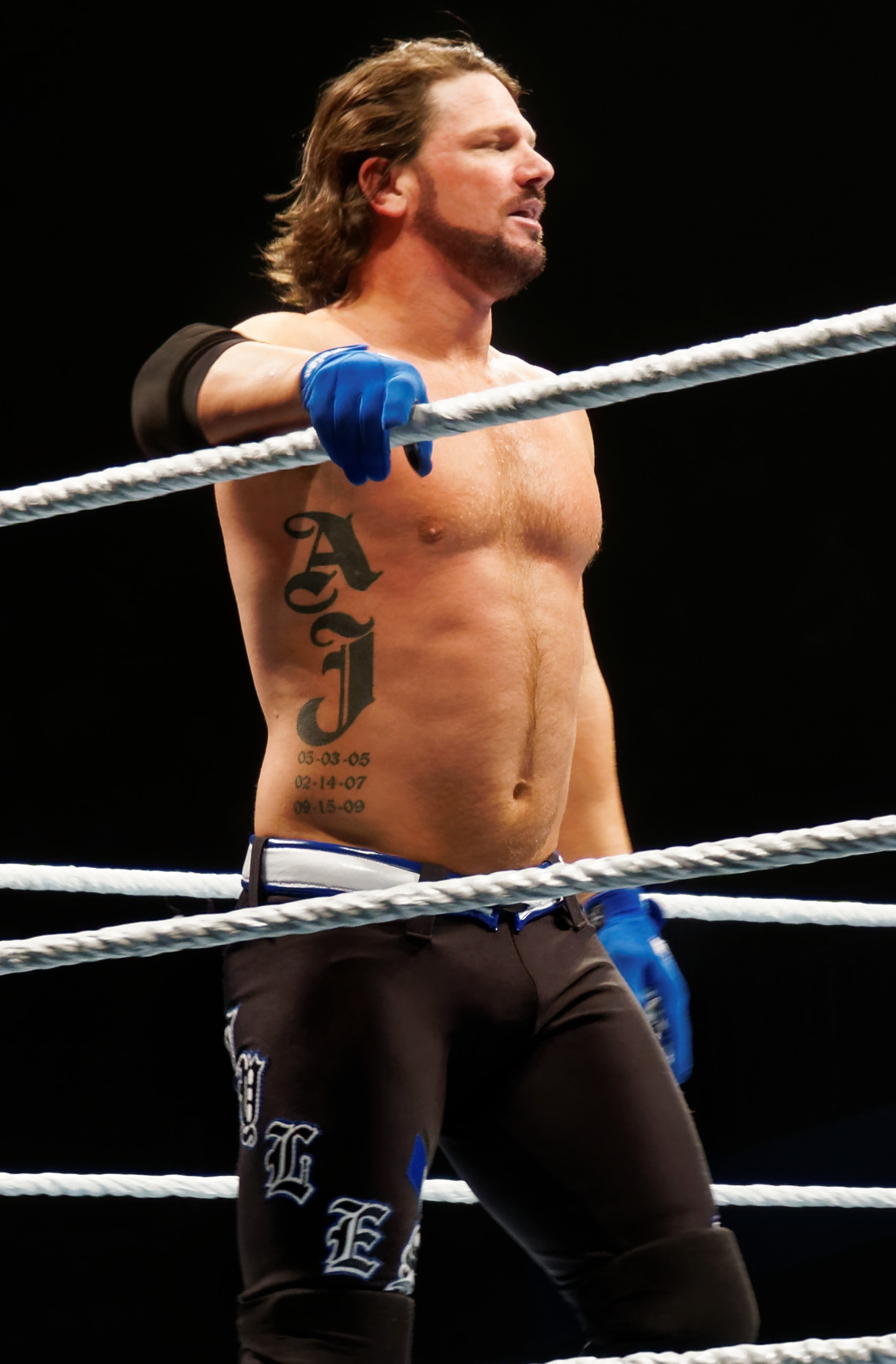
AJ Styles perd son championnat des États-Unis contre Kevin Owens.

Le match qui suit est pour le United States Championship. AJ Styles affronte Kevin Owens. Vers la fin, Owens et AJ enchaînent les soumissions alors que l’arbitre était sonné depuis le dernier accrochage. AJ applique un Calf Crusher, Owens renverse AJ en Crossface. AJ résiste et l’arbitre se relève finalement. AJ renverse Owens en Crossface à son tour, mais Owens le renverse en compte rapide pour le trois et remporte le United States Championship,.
On présente une vidéo sur le Flag match, match qui aura lieu entre Rusev et John Cena. Le but est de décrocher le drapeau de son pays et de la placer sur un podium représentant son pays pour gagner. Cena monte sur le podium américain avec Rusev sur les épaules et lui fait un Attitude Adjustment à travers deux tables. Cena installe son drapeau sur son podium pour gagner le combat,.
L'avant-dernier match est celui entre Sami Zayn et Mike Kanellis, accompagné par Maria. Zayn veut faire une Exploder, mais Maria monte sur le ring pour bloquer le coin. L’arbitre lui demande de quitter. Mike en profite le prendre sur ses épaules, mais Zayn le repousse et lui fait son Exploder. Zayn enchaîne avec son Helluva Kick pour le couvrir pour la victoire,.

### Match principal (main-event)

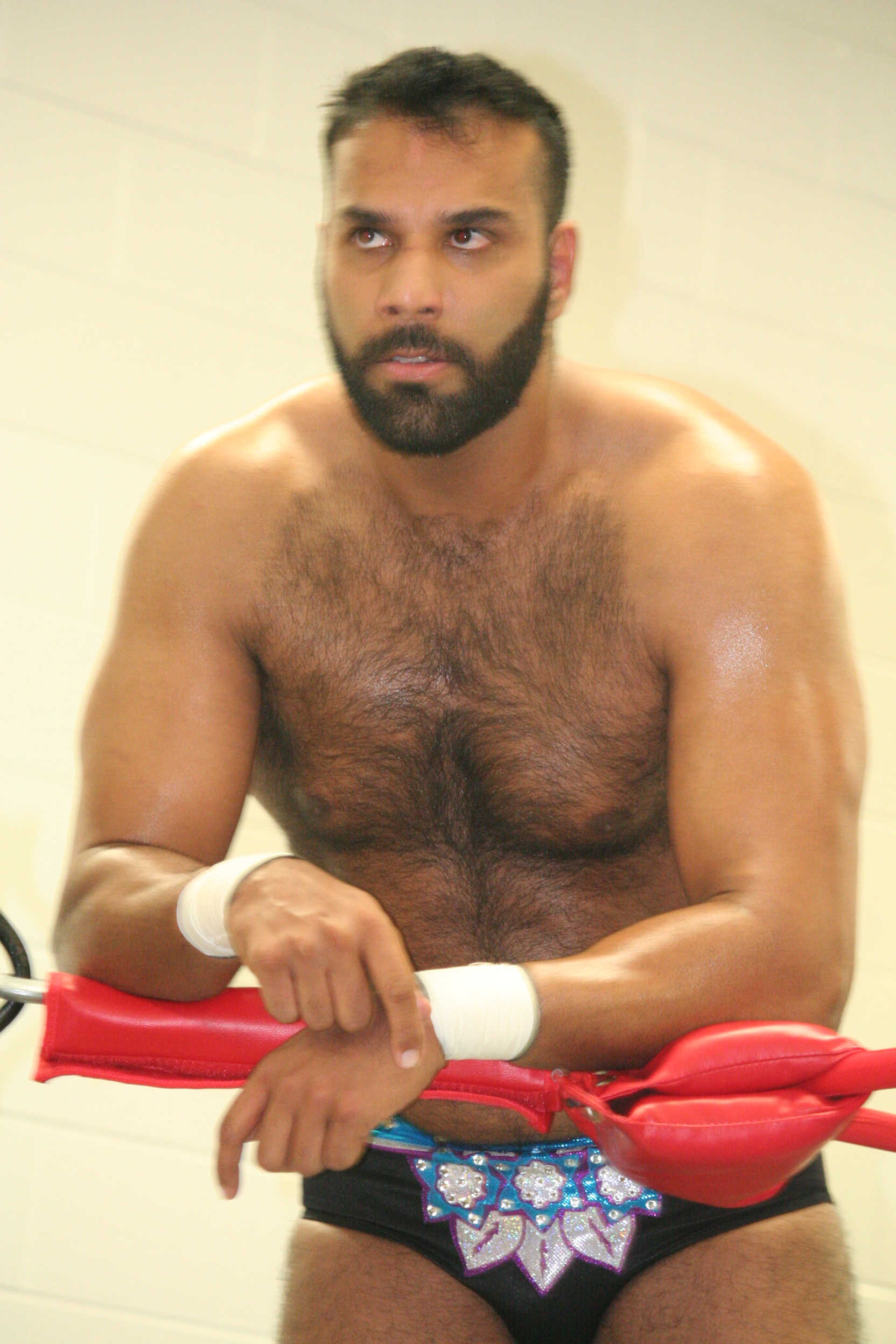
Jinder Mahal conserve le WWE Championship avec l'aide de The Great Khali.

Le main event pour le WWE Championship entre Jinder Mahal et Randy Orton dans un Punjabi Prison match. Pour remporter ce match, il faut sortir de deux cages en bambous. La première petite cage dispose de quatre portes qui s'ouvrent une minute chacune. Quand une porte se ferme, elle est cadenassée. Si toutes les portes ont été fermées, il faut escalader les deux cages, c'est le seul moyen qui reste pour s'échapper de la grande cage. Première cage : Orton fait ouvrir la quatrième et dernière porte. Orton se lance pour son RKO, mais Mahal le repousse et lui fait un High Knee. Mahal veut faire son finisher, mais Orton le contre en RKO. Il reste 15 secondes et les Singh Brothers sortent de sous le ring. Ils tirent Mahal en bas du ring par la porte pour le sortir de la première cage et les 60 secondes sont terminées. L’arbitre ferme la porte et Orton reste bloqué dans la première. À la fin du combat, Les Singh Brothers aident Mahal à monter la deuxième cage. Voilà qu'Orton monte dans la première cage et sort pour directement atteindre la deuxième. Orton et Mahal enchaînent les coups en haut de la cage, sur la paroi. Mahal tombe au sol et les Singh Brothers tirent Orton au sol pour le ruer de coups. Mahal monte sur le cage et Orton sonne les Singh Brothers. Orton monte rapidement pour arrêter Mahal et le ramener au sol. Ensuite, Orton frappe l'indien avec un bâton de kendo pour le sonner. Orton monte pour sortir, mais il est encore bloqué par un Singh Brother (Samir) de l’autre côté de la cage. Orton le frappe et Samir tombe à travers la table des commentateurs en bas. Mahal en profite pour ramener Orton au sol. Orton évite un coup de pied et lui fait un DDT au sol. Orton prend une chaise pour le frapper avec. Orton allait enfin pouvoir partir, mais voilà que The Great Khali, l’inventeur du combat et ancien catcheur WWE, arrive. Orton voulait sortir, mais Khali fait trembler la structure pour l’arrêter et l’attrape par le cou. Khali étrangle Orton du haut de la cage pendant que Mahal sort de la cage pour gagner et conserver le titre de la WWE,.

## Résultats
| # | Match                                                                                          | Stipulation(s) | Temps |
| --- | ---------------------------------------------------------------------------------------------- | --- | ----- |
| 1P | Aiden English bat Tye Dillinger                                                                | Match simple | 9:45  |
| 2 | The New Day (Kofi Kingston & Xavier Woods & Big E) battent The Usos (c) (Jey Uso et Jimmy Uso) | Tag Team match pour le SmackDown Tag Team Championship                                                                     | 13:50 |
| 3 | Shinsuke Nakamura bat Baron Corbin par disqualification                                        | Match simple | 12:25 |
| 4 | Natalya bat Charlotte Flair, Becky Lynch, Tamina et Lana                                       | Fatal 5-Way Elimination match pour déterminer la challengeuse N°1 pour le SmackDown Live Women's Championship à SummerSlam | 11:00 |
| 5 | Kevin Owens bat AJ Styles (c)                                                                  | Match simple pour le United States Championship                                                                            | 17:50 |
| 6 | John Cena bat Rusev                                                                            | Flag match | 21:10 |
| 7 | Sami Zayn bat Mike Kanellis (avec Maria Kanellis)                                              | Match simple | 7:15  |
| 8 | Jinder Mahal (c) bat Randy Orton                                                               | Punjabi Prison match pour le WWE Championship                                                                              | 27:40 |
| (c) – désigne le(s) champion(s) défendant son/leurs titre(s) dans le match P – indique que le match a eu lieu lors du pre-show |                                                                                                | |       |

### Détails du Fatal 5-Way Elimination match
| Elimination # | Lutteuse    | Éliminée par | Manière     | Temps |
| ------------- | ----------- | ------------ | ----------- | ----- |
| 1             | Tamina      | Becky Lynch  | Dis-Arm-Her | 8:08  |
| 2             | Lana        | Becky Lynch  | Dis-Arm-Her | 8:27  |
| 3             | Becky Lynch | Natalya      | Roll-up     | 8:40  |
| 4             | Charlotte   | Natalya      | Roll-up     | 11:00 |
| Vainqueur     | Natalya     |              |             |       |